# Kalle Anttila

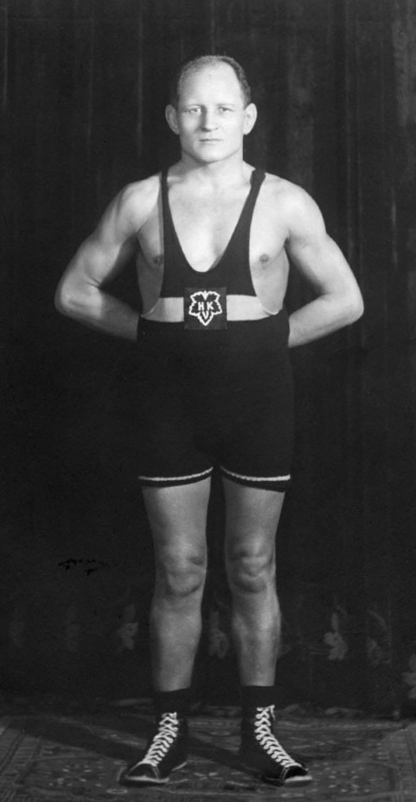

Kalle Anttila (Muhos, Ostrobótnia do Norte, 30 de agosto de 1887 — Helsínquia, 1 de janeiro de 1975) foi um lutador de luta greco-romana finlandês.

## Carreira
Foi vencedor da medalha de ouro na categoria 60-67,5 kg em Antuérpia 1920.
Foi vencedor da medalha de ouro na categoria 58–62 kg em Paris 1924.